# Округ Кук (Илиноис)
Округ Кук (енгл. Cook County) округ је у савезној држави Илиноис, САД. Седиште округа је град Чикаго.
Према попису из 2010, округ је имао 5.194.675 становника, што је 40,5% од укупног броја становника Илиноиса. Округ Кук је по броју становника већи од 29 појединачних савезних држава као и од 7 најмањих савезних држава заједно. По површини је пети највећи округ у Илиноису, са 4.230 km2 копнене површине. Веома је густо насељен, а око 54% становништва округа живи у Чикагу.
Округ Кук формиран је 15. јануара 1831, а име је добио по Данијелу Куку, политичару који је био други по реду члан Представничког дома САД из Илиноиса.
Округ је снажно упориште Демократске странке. Последњи републикански кандидат за председника САД који је освојио већину гласову у округу је био Ричард Никсон 1972. године. На последњим председничким изборима 2024, Камала Харис је освојила 69,6% гласова у округу.